# 灵桥镇
灵桥镇，中国浙江省西北部杭州市富阳区下辖的一个镇。	

## 行政区划
现辖：
王家宕村、外沙村、山基村、陈村、蔡家坞村、菖蒲坑村、灵桥村、江丰村、董家桥村、永丰村、光明村、利民村和新华村。